# Zëri i Popullit
Zëri i Popullit (Głos Ludu) – albański dziennik, założony w 1944 jako organ Komunistycznej Partii Albanii (na bazie wydawanego od sierpnia 1942 w konspiracji pisemka o tej samej nazwie), a od 1948 do czerwca 1991 Albańskiej Partii Pracy. Po przemianach ustrojowych, które dokonały się w Albanii w latach 1991–1992 dziennik nie został zlikwidowany, ani nawet nie zmienił swojej nazwy, stając się organem prasowym Socjalistycznej Partii Albanii. W 2011 jego nakład wynosił 25 tys. egzemplarzy.
W listopadzie 2015 zaprzestano wydawania papierowej wersji czasopisma (według Kastriota Dervishiego stało się tak na polecenie Ediego Ramy), ukazuje się tylko wydanie internetowe.

## Redaktorzy naczelni[1]
- Fadil Paçrami 1948-1958
- Sadik Bocaj 1958-1960
- Dashnor Mamaqi 1960-1964
- Todi Lubonja 1964-1968
- Dashnor Mamaqi 1968-1973
- Xhelil Gjoni 1973-1976
- Agim Popa 1976-1980
- Pipi Mitrojorgji 1980-1982
- Mehmet Elezi 1982
- Arshin Xhezo 1982-1988
- Marash Hajati 1988–1990
- Spiro Dede 1990
- Namik Dokle 1990-1991
- Perparim Xhixha 1991–1995
- Luan Rama 1996–1998
- Erion Braçe 1998–2007
- Eva Alushi 2007–2009
- Aldrin Dalipi 2009–

## Siedziba
Redakcja dziennika mieściła się przy bulwarze Stalina (Bulevardi Stalin), godina (budynek) „Zëri i Popullit”, obecnie bulwarze Zogu I (Bulevardi Zogu i Parë).